# 지하상가

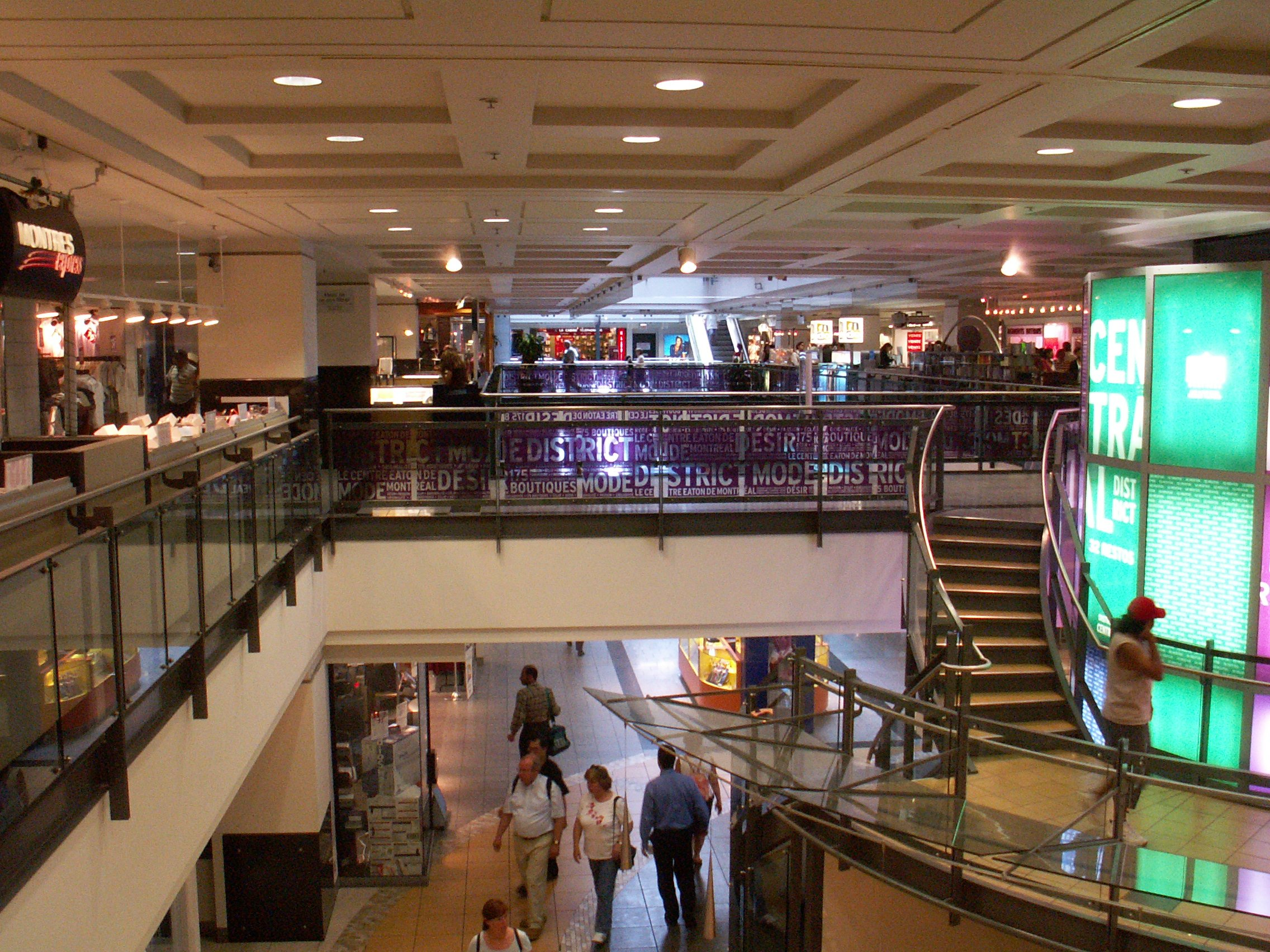
몬트리올의 지하가

지하상가(地下商街)는 지하도에 설치된 불특정 다수를 위한 상가다. 대도시의 철도역에서 자동차와 보행자의 교통을 편리하기 위해 지하 보도 및 주차장, 지하철 입구를 일체로 정비한 곳이 많다.

## 같이 보기
- 지하
- 생태건축학
- 카타콤
- 지하철
- 비밀 통로
- 구름다리